# 梁世燦
梁世燦（： Yang Se Chan，1986年12月8日—），韓國喜劇演員，知名作品為SBS喜劇節目《尋笑人》、tvN喜劇節目《喜劇大聯盟》和SBS綜藝節目《Running Man》。哥哥是喜劇演員和主持人梁世炯。

## 個人生活
父親梁相在(양상재)與母親洪誠蘭(홍성란)為裱糊壁紙的工人，由於工作需要連續外出工作多日，經常把梁兄弟託給奶奶、外婆、阿姨等照顧，十多年來相伴相依的梁兄弟因此感情特別好，出道至今始終住在一起。小學二年級因家裡火災，房屋被燒成廢墟，和哥哥寄住在父親的朋友家六個月。2013年4月，被診斷出甲狀腺癌，術後需每日服藥。2014年7月14日，梁父因腦瘤病逝。

## 經歷

### 出道前
小時候曾夢想成為肉食店主人及曾是公務員志願生的梁世燦，高中時曾到小劇場觀賞哥哥演出，深受感動，於是也想和哥哥一樣成為喜劇演員。

### 2003年
以音樂劇演員身份出道。

### 2005年
2005年7月底，在《尋笑人》〈땁따다〉初次亮相。

### 2007年
在《尋笑人》主演單元〈熊兒他爸爸〉(웅이 아버지) 大受歡迎，是在《尋笑人》最長壽的單元 (長達80多週)，梁世燦並與該單元兩位喜劇演員李陳鎬、李龍眞組成「熊兒家」以歌手身份出道，發行專輯《Only One》和《The 2nd Story》，登上《人氣歌謠》舞台。在2015年，他和李陳鎬、李龍眞、吳仁澤受邀演出《尋笑人》第500集特輯，重現經典單元〈熊兒他爸爸〉。

### 2010年
2010年7月20日於江原道春川陸軍第102補充大隊入伍。2010年8月底經過筆試選拔，9月8日通過面試正式當選為宣傳支援隊員。2012年4月30日，服役期滿轉役。

### 2012年
2012年4月底退伍後，隨哥哥轉戰 tvN《喜劇大聯盟》至今，當中與李龍眞組成的「開幕隊」出演的單元〈南朝鮮人民統計研究所〉(共三十集)大受歡迎，還刷新了《喜劇大聯盟》的最初15勝和最多連勝紀錄(9連勝)。最後「開幕隊」獲得了總成績第一名，梁世燦亦獲得了《喜劇大聯盟》搞笑男藝人MVP獎。

### 2017年
2017年4月3日，與全昭旻加入韓國SBS電視台的綜藝節目《Running Man》，成為固定班底之一 。

### 2019年
2019年12月4日，與哥哥梁世炯開通Youtube頻道《梁世Brothers》(양세브라더스)，開始記錄與分享自己的生活，才開始沒多久就被發現影片底下無法留言，甚至被判定必須使用YouTube Kids，原來是影片中兩人太童顏，以及出現許多可愛笑聲等，被判定為是「兒童頻道」。目前兩人已獲得成人認證，影片底下也可以正常留言，目前第一支影片已累積超過1.2M的觀看次數，且目前也有超過58萬的訂閱者。

## 媒體作品
歷年參與的綜藝節目、電台、電視劇、音樂、廣告代言等參見。

## 獎項
| 年度 | 獎項                                                            | 類別                                       | 作品                                                                 | 結果 |
| ---- | --------------------------------------------------------------- | ------------------------------------------ | -------------------------------------------------------------------- | ---- |
| 2008 | SBS演藝大賞                                                     | 喜劇部門 最優秀賞                          | 《尋笑人：熊兒他爸爸》（梁世燦、李陳鎬、李龍眞、吳仁澤）             | 獲獎 |
| 2008 | 第九屆大韓民國影像大賞                                          | 笑星部門 最上鏡頭獎                        | 《尋笑人：熊兒他爸爸》（梁世燦、李陳鎬、李龍眞、吳仁澤）             | 獲獎 |
| 2016 | tvN10 Awards                                                    | 喜劇部門 男子獎                            | 《喜劇大聯盟》                                                       | 提名 |
| 2016 | MBC演藝大賞                                                     | Variety部門 新人獎                         | 《我們結婚了》第四季                                                 | 提名 |
| 2017 | SBS演藝大賞                                                     | Global Star獎                              | 《Running Man》                                                      | 獲獎 |
| 2018 | 2018愛奇藝台灣站最受歡迎韓綜排行榜                              | 最受歡迎韓綜（Top 1）                      | 《Running Man》                                                      | 獲獎 |
| 2018 | SBS演藝大賞                                                     | 最佳團隊合作獎                             | 《Running Man》                                                      | 獲獎 |
| 2019 | SBS演藝大賞                                                     | · Show Variety類 優秀獎 · Global Program獎 | 《Running Man》                                                      | 獲獎 |
| 2020 | SBS演藝大賞                                                     | Golden Contents獎                          | 《Running Man》                                                      | 獲獎 |
| 2020 | KBS演藝大獎                                                     | 綜藝部門 優秀賞                            | 《飛吧小射手》、《網絡市場-湊巧看到趕集日》 (랜선장터-보는날이 장날) | 提名 |
| 2021 | SBS演藝大賞                                                     | · Variety類 最優秀獎 · 最優秀節目獎        | 《Running Man》                                                      | 獲獎 |
| 2021 | MBC演藝大賞                                                     | Digital Contents獎                         | 《幫我換房子吧》 (바꿔줘! 홈즈)                                      | 獲獎 |
| 2021 | MBC演藝大賞                                                     | 綜藝部門 優秀賞                            | 《幫我找房子吧》                                                     | 提名 |
| 2022 | SBS演藝大賞                                                     | 年度節目獎(Show Variety部門)               | 《Running Man》                                                      | 獲獎 |
| 2022 | MBC演藝大賞                                                     | 音樂或脫口秀部門 優秀賞                    | 《幫我找房子吧》                                                     | 獲獎 |
| 2023 | MBC演藝大賞                                                     | 男子優秀賞                                 | 《幫我找房子吧》                                                     | 提名 |
| 2023 | SBS演藝大賞                                                     | Scene Stealer賞                            | 《Running Man》、《沒有數學的修學旅行》、《結伙072》第五季           | 獲獎 |
| 2023 | SBS演藝大賞                                                     | 男子最優秀獎                               | 《Running Man》、《沒有數學的修學旅行》、《結伙072》第五季           | 提名 |
| 2023 | SBS演藝大賞                                                     | 年度節目獎                                 | 《Running Man》                                                      | 獲獎 |
| 2024 | Korea First Brand Awards 2024 (2024 대한민국 퍼스트브랜드 대상) | 男子 Entertainer 獎                        |                                                                      | 獲獎 |